# Hemiphonus
Hemiphonus is een geslacht van rechtvleugeligen uit de familie krekels (Gryllidae). De wetenschappelijke naam van dit geslacht is voor het eerst geldig gepubliceerd in 1878 door Saussure.

## Soorten
Het geslacht Hemiphonus omvat de volgende soorten:
- Hemiphonus continuus Walker, 1869
- Hemiphonus wilparina Otte & Alexander, 1983
- Hemiphonus yinbilliko Otte & Alexander, 1983
- Hemiphonus brunneovariegatus Chopard, 1951
- Hemiphonus longifemur Chopard, 1925
- Hemiphonus nillanilla Otte & Alexander, 1983
- Hemiphonus panimilli Otte & Alexander, 1983
- Hemiphonus quinnia Otte & Alexander, 1983
- Hemiphonus sexmaculatus Chopard, 1969
- Hemiphonus tindalei Chopard, 1951
- Hemiphonus trimaculatus Chopard, 1969
- Hemiphonus warringus Otte & Alexander, 1983